# Frank Cho
Frank Cho   (Seül, 2 de desembre de 1971) és un guionista i il·lustrador de còmics estatunidenc. És conegut per la seva tira còmica Liberty Meadows i pels seus treballs amb Marvel (Shanna, the She-Devil, Mighty Avengers o Hulk).

## Biografia
Es traslladà amb la seva família als Estats Units a l'edat de 6 anys. Començà a dibuixar a l'institut i a la universitat es consolidà la seva vocació amb University2. Després d'acabar els seus estudis d'infermeria a la universitat de Maryland signà un contracte amb Creators Syndicate Inc. per fer la continuació d'University2, Liberty Meadows.
Paral·lelament als seus treballs amb Liberty Meadows acceptà encàrrecs d'altres editorials. Aquests encàrrecs eren bàsicament portades per a Marvel i Dark Horse, però també hi havia algunes pàgines interiors de Hulk, Mighty Avengers, o Wolverine entre d'altres.
També ha il·lustrat la novel·la de Bonnie MacBird What Child is This?: A Sherlock Holmes Christmas Adventure (2022), sobre el detectiu Sherlock Holmes.

## Premis i nominacions
Premis i nominacions rebudes al llarg de la seva carrera.

### Premis
- 2011 Premi;Emmy pel documental: "Creating Frank Cho’s World"
- 2011 Premi Comunicació de The Daily Record Influential Marylander
- 2006 Premi Haxtur al millor artista
- 2006 Premi Haxtur a la millor exposició
- 2001 Premi al millor còmic de la National Cartoonists Society
- 2001 Premi al millor llibre d'il·lustracions de la National Cartoonists Society
- Premi Eagle
- Premi Charles M. Schulz a l'excel·lència
- Premi al millor dibuixant universitari del College Media Association
- Medalla Max & Moritz per la millor tira còmica internacional
- 1999 Premi Ignatz Award al millor artista revelació (per Liberty Meadows #1)
- 1999 Premi Ignatz Award al millor còmic revelació (per Liberty Meadows #1)

### Nominacions
- 2006 Premi Haxtur al millor artista de portades
- 2006 Premi Haxtur de l'humor
- 2006 Premi Harvey al millor artista
- 2006 Premi Harvey al millor dibuixant
- 2006 Premi Harvey al millor dibuixant de portades
- 2000 Premi Eisner al millor dibuixant de portades